# Moritz Schaub
Moritz Schaub (* 19. Juni 1990 in Zürich) ist ein Schweizer Unihockeyspieler, der seit Dezember 2010 beim HC Rychenberg Winterthur in der Nationalliga A spielt.

## Karriere
Moritz Schaub begann seine Karriere beim Nachwuchs des UHC Jump Dübendorf. Ab dem Jahr 2008 spielte er beim HC Rychenberg Winterthur, zuerst in den Juniorenstufen U18a und U21a, wo er zweimal Schweizer Meister wurde. Im Dezember 2010 wurde Moritz Schaub vom damaligen SML-Trainer Lars "Lasse" Eriksson in die NLA beordert.
Die SML 2012/13 beendete der Angreifer mit einer Punkteausbeute von 35 Zählern. Damit war er hinter Mikko Hautaniemi der zweitbeste Punktesammler des HC Rychenberg Winterthur. 2013/14 war er der Topscorer des Vereins.
Am 3. Februar 2017 verkündete der HCR die Vertragsverlängerung Schaubs um weitere zwei Jahre.

## Erfolge
- 2007/2008: Schweizer Meister U18
- 2008/2009: Schweizer Meister U21